# Özgür İleri
Özgür İleri (* 17. November 1987 in Izmir) ist ein türkischer Fußballspieler.

## Karriere
Özgür İleri begann mit dem Fußballspielen in der Jugend von Metaspor und wechselte dann 2003 in die Jugend von Çanakkale Dardanelspor. 2006 unterschrieb er mit seinem Verein einen Profi-Vertrag und wurde Teil der Profi-Mannschaft. In seiner ersten Saison kam er auf insgesamt 15 Ligaeinsätze für das Profi-Team. Den Durchbruch zum Stammspieler schaffte er in seiner zweiten Saison. Mit seinem Team gelang ihm in der Saison 2008/09 der Aufstieg in die 1. Lig (zweithöchste Liga der Türkei). Hier schaffte das Team den Klassenerhalt nicht, sodass man nach einer Saison wieder in der 2. Lig spielte. Auch in der 2. Lig konnte man die Klasse nicht halten.
Infolge des Abstiegs um zwei Ligen konnte Çanakkale Dardanelspor viele Spieler nicht halten. Özgür İleri wechselte zusammen mit seinen Mannschaftskameraden Ferhat Kaplan und Sakıb Aytaç zum türkischen Erstligisten Gençlerbirliği. Anders als die beiden mitgewechselten Mitspieler konnte sich İleri auch hier behaupten und wurde vom Trainer Fuat Çapa regelmäßig eingesetzt.
Zur Saison 2015/16 wechselte er zum Zweitligisten Göztepe Izmir. Eine Saison später zog er zum Ligarivalen Boluspor weiter. Bei diesem Verein spielte er die nächsten zwei Jahre und wurde dann vom Drittligisten Bodrum Belediyesi Bodrumspor verpflichtet.